# فرناندو ماينيتو
فرناندو ماينيتو (بالإسبانية: Fernando Maynetto)‏ مواليد 2 ديسمبر 1955 في ليما، هو لاعب كرة مضرب بيروفي سابق وكان يلعب باليد اليمنى. أعلى تصنيف له في الفردي كان المركز الـ 175 في سنة 1978. أعلى تصنيف له في الزوجي كان المركز الـ 269 في سنة 1983.

## روابط خارجية
- فرناندو ماينيتو على موقع رابطة محترفي التنس (الإنجليزية)
- فرناندو ماينيتو على موقع الاتحاد الدولي لكرة المضرب (الإنجليزية)
- فرناندو ماينيتو على موقع كأس ديفيز (الإنجليزية)
- فرناندو ماينيتو على موقع خلاصة التنس.كوم (الإنجليزية)